# Coolio
Coolio, polgári nevén Artis Leon Ivey Jr. (Monessen, Pennsylvania, 1963. augusztus 1. – Los Angeles, 2022. szeptember 28.) Grammy-díjas amerikai rapper, szakács, színész, producer. Első nagylemeze 1994-ben jelent meg. Filmográfiájához olyan tévéműsorok, valamint filmek tartoznak, mint a Bűbájos boszorkák, a Sabrina, a tiniboszorkány, a Duckman, vagy a Futurama. Leghíresebb száma, az 1995-ös Gangsta's Paradise több díjat is nyert. (A rapper második nagylemeze is ugyanezt a címet viseli.)

## Élete
Artis Leon Ivey Jr. a kaliforniai Comptonban született. A Compton Community College-en tanult. Ezután önkéntes tűzoltó, majd biztonsági őr volt a Los Angeles-i repülőtéren, ezután rapper lett.

## Magánélete és halála
Cooliónak hat gyermeke született. 1996-ban feleségül vette Josefa Salinast, akivel 2000-ben elváltak.
Coolio volt Cherie DeVille pornószínésznő 2020-as demokrata elnökválasztási kampányának indulója.
2022. szeptember 28-án Cooliót egy barátjánál Los Angelesben a fürdőszoba padlóján találták meg. Az orvosok halottnak nyilvánították. 59 éves volt. A rendőrség vizsgálatot indított a halála ügyében, bár nem gyanítanak idegenkezűséget, Coolio menedzsere pedig azt nyilatkozta, hogy valószínűleg leállt a szíve.
Coolio-t elhamvasztották és magánszertartás keretében búcsúztatták el. Hamvainak egy részét ezután ékszerekbe zárták a családja számára, a többi hamva pedig egy urnába került. 2023. április 5-én a Los Angeles megyei halottkém hivatal bejelentette, hogy Coolio fentanil, heroin és metamfetamin véletlen túladagolásában halt meg. 
A halála utána olyan hírességek tisztelegtek előtte, mint Ice Cube, Snoop Dogg, “Weird Al” Yankovic, Martin Lawrence, Michelle Pfeiffer, Kenan Thompson, LL Cool J, Melissa Joan Hart, MC Hammer, Bret Michaels, Denzel Curry és LeBron James.

## Stúdióalbumok
- It Takes a Thief (1994)
- Gangsta's Paradise (1995)
- My Soul (1997)
- Coolio.com (2001)
- El Cool Magnifico (2002)
- The Return of the Gangsta (2006)
- Steal Hear (2008)
- From the Bottom 2 the Top (2009)
- Hotel C. (2015)
- Nobody's Foolio (2019)

## További információ
- Coolio – Allmusic életrajz

- Coolio a Facebookon
- Coolio a PORT.hu-n (magyarul)
- Coolio az Internetes Szinkronadatbázisban (magyarul)
- Coolio az Internet Movie Database-ben (angolul)
- Coolio a Rotten Tomatoeson (angolul)